# フローレンス・ヨール給水塔

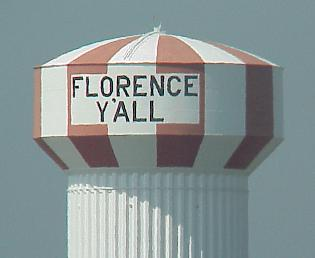
給水塔にペイントされた"FLORENCE Y'ALL"（フローレンス・君たち）の文字

フローレンス・ヨール給水塔（Florence Y'all Water Tower）は、アメリカ合衆国ケンタッキー州のフローレンス市に所在する給水塔である。同市の所有で、貯水容量およそ3,800m3。州間高速道路の傍らに立っているため、年間何百万人というドライバーがこの塔に目をとめる。「ヨール」(Y'all) は、「君たち」を意味する南部の口語で、南部訛りを象徴する語とされている。
1974年に完成した当初、この給水塔には近傍のショッピングモールの広告として「フローレンス・モール」（Florence Mall）の文字がペイントされていたが、州当局からこの広告が州法に抵触すると指摘された。市当局は、Mの1文字をY'に書き換えることによって、安上がりに問題を解決した。この騒動の顛末から、この給水塔は市のランドマークとなり、「フローレンス・ヨール」は市を代表するフレーズとなった。

## 所在地
ケンタッキー州北部のブーン郡フローレンスの市街西側にショッピングモール「フローレンス・モール」 (Florence Mall (Kentucky)) がある。フローレンス・ヨール給水塔は、このモールの東側（モールをめぐる循環道路の傍ら）に立っている。給水塔のすぐ東には、シンシナティから、ケンタッキー州最大の都市ルイビルや第二の都市レキシントンに向かう州間高速道路が走っている（給水塔の近傍付近では、ルイビルに向かう71号線 (Interstate 71) とレキシントンに向かう75号線 (Interstate 75 in Kentucky) の重複区間となっており、フローレンス市の南方で二方面に分岐する）。
また、同郡ヘブロンにあるシンシナティ・ノーザンケンタッキー国際空港(CVG)は、塔のほぼ真北に位置する。塔の外装を覆う白と赤のストライプは頂上では中心に向かってスポークパターンをつくっており、飛行機に乗っていればどこからでも容易に見てとれる（なお、もともとのデザインでは、頂上部にスポーク模様は描かれていなかった）。

## 歴史

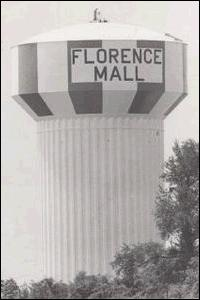
MがY'に変えられる前の給水塔

「フローレンス・モール」は、この給水塔の近傍にあるショッピングモールである。当時としては先駆的な、2階建ての屋内型ショッピングモールであり、1976年9月に開業した。

### 建設と物議
1970年代はじめ、この場所にショッピングモールを開発しようとした業者は、その土地の一部を給水塔建設用地として市に寄付したが、その条件として高速道路のドライバーから見えるよう給水塔に「フローレンス・モール」という文字をペイントすることを求めた。給水塔は、ペンシルバニア州 ピッツバーグのピッツバーグ・デモイン・スチール社 (Pittsburgh-Des Moines Steel Co.) が建設し、1974年にヴァージニア・イレクション社 (Virginia Erection Co.) が塗装を行った。
しかし、給水塔を広告塔として使うこのアイディアは、いくつかの論議を引き起こした。市有財産を私企業の広告に使うことへの反発もあり、まだ存在しない施設の広告を州間高速道路のドライバー向けに設置することも危ぶまれた。さらには法的な問題も生じた。1974年7月、ケンタッキー州輸送局 (Kentucky Transportation Cabinet) はフローレンス市に対し、給水塔に描かれた「フローレンス・モール」の文字は、広告の高度を定めた州法よりも高い場所に描かれていると通告し、市は猶予期間内に対処することが必要となった。塔を塗り替える、あるいは巨大な防水シート（タープ）で文字を覆うといった対処方法が考えられたが、いずれも大きな費用がかかるものであった。

### 解決策
猶予期間の終わりが迫る中、市の職員たちはストリングタウン・レストランでブレインストーミングを行った。その席上で当時フローレンス市長だったC.M.ユーイング (C.M. "Hop" Ewing) は「いろんなアイディアをナプキンに描いてみせた」。そしてついに、モール (MALL) のMの両脇の縦線をとりはらって「幹」を加え、Yの形にすることを思いついたのである。こうして、モールはヨール (Y'ALL) となった。このアイデアは当時ユーイング自身も「陳腐な解決策ではある」と認めていたが「費用はかからない」。市はオハイオ州シンシナティ近郊のW.T.マルクス社に472ドルを支払い、再塗装を依頼した。こうして修正のための塗装が完了し、塔はランドマークとして生まれ変わった。
原則として給水塔は5年ごとに洗浄し、10年ごとに塗装をやり直すため、現在みることのできる文字はオリジナルのY'そのものではない。2011年の5月から6月にかけて再塗装が行われた際に行われたインタビューにおいて、ブーン・フローレンス水道局の局長は「この塔は必要に応じて8年から12年おきに塗装をやり直している」と述べている。

## その後

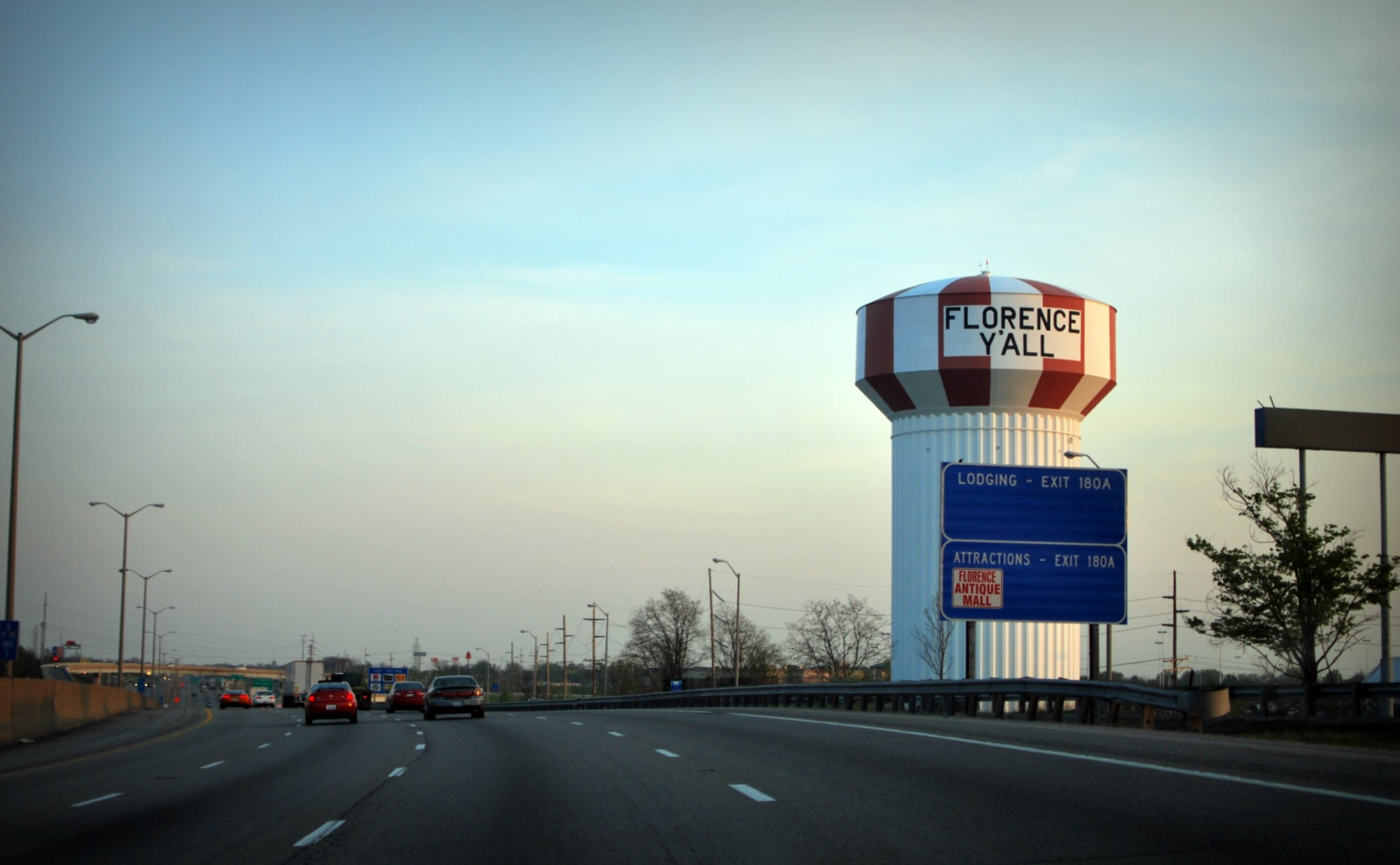
高速道路上から見た給水塔

この「フローレンス・ヨール」をめぐる騒動でショッピング・モールの知名度はあがり、単に受動的な広告塔であったときよりも宣伝手段としてはすぐれたものになった。1976年秋のモールの開店日には、フローレンス・モールを訪れようと州間高速道路75号線から下りた客によって、ケンタッキー州道18号線 (Kentucky Route 18) は大渋滞となったという。
給水塔はすぐにそれと分かるランドマークとなり、レイバー・デーに毎年開催されるフローレンス市の祭りもそれにあやかって「フローレンス・ヨール」フェスタと名づけられている。「フローレンス・ヨール」のグッズは増える一方で、シンプルな襟章、バンパー・ステッカー、マウスパッド、ポストカード、Tシャツに始まり、給水塔をモチーフにした首振り人形や、地元野球チームフローレンス・フリーダムのマスコットキャラクター「給水塔のウォーリー」（"Wally The Watertower"）まで登場した。フローレンス市のゴルフ場であるワールド・オブ・ゴルフではミニチュアのコースに給水塔のレプリカを設置している。フローレンス・モールに新しくできたやわらかい遊具のキッズコーナーにもこの塔のレプリカが置かれている。